# 丁嘉炜
丁嘉炜（？—？），清朝政治人物。

## 生平
曾任霞浦县知县，接替明春任龙岩州知州一职，由明春回任。